# 灰绿碱茅
灰绿碱茅（学名：Puccinellia glauca）为禾本科碱茅属下的一个种。